# ديفيد جون شامبرز
ديفيد جون شامبرز (بالإنجليزية: David John Chambers) هو ببلوغرافي بريطاني، ولد في 1930. وهو مؤرخ طباعة، طابع، وجامع كتب.[1] طوال مسيرته المهنية في مجال التأمين، وعمل كضامن غير بحري لدى AS Harrison Syndicate 56 في لويدز لندن، ومؤخرًا بعد تقاعده، درس تشامبرز الكتب والمطبوعات المتعلقة بالطباعة، والطباعة، ورسوم الكتب، والمطابع الخاصة، وفنون الكتب، والفن والأدب الإنجليزي، ونشر كتبًا ومقالات حول مجموعة واسعة من الموضوعات ذات الصلة. منذ عام 1979، حرر، أو شارك في تحرير، مجلة "المكتبة الخاصة"، وهي مجلة ربع سنوية تصدرها جمعية المكتبات الخاصة، وهي جمعية لعشاق الكتب كان رئيسًا لها منذ سبعينيات القرن العشرين، وعضوًا في مجلسها منذ أواخر خمسينيات القرن العشرين.